# Хоровое пение (фильм)
«Хоровое пение» (англ. The Choral) — будущая британская трагикомедия режиссёра Николаса Хайтнера по сценарию Алана Беннетта. Главные роли исполнили Рэйф Файнс, Джим Бродбент и Саймон Рассел Бил. Прокатом фильма займётся компания Sony Pictures Classics.

## Сюжет
Действие фильма происходит в 1916 году в городе Рамсден, графство Йоркшир. В центре сюжета — хормейстер и несколько членов амбициозного местного хорового общества, которые ушли на фронт добровольно. Под руководством требовательного и целеустремленного доктора Гатри (Файнс) хор набирает группу мальчиков и девочек-подростков. Вместе они познают радость пения и остроту желаний, пока новые ребята смиряются с предстоящим призывом в армию.

## В ролях
- Рэйф Файнс — доктор Гатри
- Джим Бродбент
- Саймон Рассел Бил

## Производство
В марте 2024 года стало известно, что Николас Хайтнер станет режиссёром фильма «Хорал» по сценарию Алана Беннетта, с которым они часто сотрудничают. В отличие от предыдущих проектов, основанных на пьесах Беннетта, это оригинальный сценарий. Главные роли получили Рэйф Файнс, Джим Бродбент и Саймон Рассел Бил. Компания Sony Pictures Classics приобрела права на международный кинопрокат фильма, а также профинансировала фильм. Хайтнер также выступает в качестве продюсера вместе с Кевином Лоадером и Дэмианом Джонсом. Основные съёмки начались 28 мая 2024 года в Йоркшире.